# Carlo Pollidoro
Carlo Pollidoro (Tortona, 20 dicembre 1927 – 22 novembre 2003) è stato un politico italiano.

## Biografia
Impiegato e giornalista pubblicista. Esponente del Partito Comunista Italiano piemontese. Nel 1976 viene eletto al Senato della Repubblica, venendo confermato anche dopo le elezioni politiche del 1979 e a quelle del 1983. Conclude il suo mandato parlamentare nel 1987.
Muore nel novembre del 2003, all'età di 75 anni.